# 100% energii odnawialnej

Postulat 100% energii odnawialnej pojawił się w związku z globalnym ociepleniem i innymi problemami ekologicznymi (np. zanieczyszczeniem powietrza) oraz gospodarczymi (np. wyczerpywanie się energetycznych surowców nieodnawialnych). Wzrost wykorzystywania odnawialnych źródeł energii następuje znacznie szybciej, niż ktokolwiek to przewidywał. Międzyrządowy Zespół ds. Zmian Klimatu stwierdził, że jest niewiele technologicznych granic integracji portfela technologii odnawialnych źródeł energii, aby zapewnić z nich większość całkowitego światowego zapotrzebowania na energię. Mark Z. Jacobson twierdzi, że rozpoczęcie produkcji całej nowej energii tylko z wiatru, energii słonecznej oraz energii wodnej jest możliwe w 2030 r., a istniejący system dostaw energii elektrycznej może zostać zastąpiony całkowicie do 2050 r. Przeszkody w realizacji planu 100% energii odnawialnej są „przede wszystkim społeczne i polityczne, a nie technologiczne lub ekonomiczne”. Jacobson wskazuje, że koszty energii z wiatru, słońca, wody powinny być podobne do dzisiejszych kosztów energii. Europejska Rada ds. Energii Odnawialnej (EREC) wskazuje, że Unia Europejska może do 2050 zmniejszyć emisję gazów cieplarnianych o ponad 90%, jeśli całą produkcję energii przestawi na źródła odnawialne.
W skali kraju, postulat 100% energii elektrycznej z OZE dotąd osiągnęły (albo były bliskie) w krótszych przedziałach czasu (stan na 9 stycznia 2018):
- Dania – z 9/10 lipca 2015 osiągnięto poziom 140% całkowitego zapotrzebowania[7],
- Islandia – stabilnie zapewnia sobie 100% prądu i ponad 80% energii pierwotnej z OZE, jednocześnie planuje sprzedaż odnawialnej energii elektrycznej do Wielkiej Brytanii[8],
- Kenia - na początku 2020 miała 97% energii elektrycznej z OZE, z dużym prawdopodobieństwem dojścia do 100% w 2020[9],
- Kostaryka – 300 dni w 2017 roku było w 100% oparte na różnych źródłach OZE[10],
- Niemcy – 1 maja 2018 energia odnawialna zapewniła po raz pierwszy w historii tego kraju przez dwie godziny ponad 100% energii elektrycznej z OZE[11],
- Portugalia – przez 107 godzin 100% miks OZE w dniach 7–11 maja 2016[12].

Postulat 100% OZE wdrożyły także przedsiębiorstwa, takie jak np.: IKEA, Apple, Google czy Visa.

## Raporty nt. realizacji systemu energetycznego opartego na efektywności energetycznej, magazynowaniu energii oraz 100% energii odnawialnej
- „Energy system analysis of 100% renewable energy systems – The case of Denmark in years 2030 and 2050”[15],
- „Putting the EU on Track for 100% Renewable Energy”[16],
- „Energy [R]evolution report”[17],
- „Transition to a fully sustainable global energy system”[18],
- 100% energii ze źródeł odnawialnych do roku 2050[6]?

## Krytyka przez środowisko akademickie
Autorzy scenariuszy 100% OZE spotykają się z krytyką w kręgach akademickich. Podstawowym zarzutem jest fakt, że scenariusze te są zbyt uproszczone i obejmują analizę głównie energii elektrycznej, a nie pierwotnej. Ignorując energetykę jądrową (często z przyczyn pozanaukowych), autorzy znacząco obniżają prognozowane zapotrzebowanie na energię w przyszłości, co stawia ich w opozycji do innych, bardziej wiarygodnych prognoz w tej dziedzinie. W raporcie IPCC SREEN przeanalizowano 164 scenariusze rozwoju OZE, ponad połowa z nich wskazuje na ok. 27% udział OZE w zapotrzebowaniu na energię pierwotną. 
The global primary energy supply share of RE differs substantially among the scenarios. More than half of the scenarios show a contribution from RE in excess of a 17% share of primary energy supply in 2030, rising to more than 27% in 2050. The scenarios with the highest RE shares reach approximately 43% in 2030 and 77% in 2050. In other words, it is likely that RE will have a signifi cantly larger role (in absolute and relative numbers) in the global energy system in the future than today.
Autorem pojedynczego scenariusza, wskazującego aż 77% udziału OZE w zapotrzebowaniu na energię pierwotną w 2050, był Sven Teske, aktywista Greenpeace i miał bardzo małą wartość naukową.
Jedna z publikacji Marka Z. Jacobsona spotkała się z szeroką krytyką naukowców. 21 autorów, w tym czołowi klimatolodzy (Ken Caldeira, James Hansen) oraz specjaliści od źródeł odnawialnych (C. Clack) w swojej publikacji skrytykowało go za szereg nierealistycznych założeń (np. wielokrotne przewymiarowanie mocy generatorów energetyki wodnej). Mark Z. Jacobson, zamiast odnieść się do zarzuconych błędów, pozwał autorów pracy oraz PNAS do sądu o naruszenie dóbr osobistych, co spotkało się z szeroką krytyką. Ostatecznie pod presją środowisk akademickich i opinii publicznej pozew został wycofany.